# 大阪市立城東図書館
大阪市立城東図書館（おおさかしりつじょうとうとしょかん）は、大阪府大阪市にある公立の図書館。
大阪市立図書館のうち城東区にある地域図書館（分館）。城東区複合施設内4階にある。大阪市立図書館は中央図書館（西区）と、地域図書館（西区以外の各区の分館）の合計24館で構成され、貸出した館以外での返却も可能である。館内にはオムリス (OMLIS) の専用端末があり、全館の資料の検索が出来る。電話による音声応答サービスでの予約が可能。インターネット（携帯電話を含む）で資料検索や貸出予約も可能。

## 施設概要
- 城東区複合施設
- 開館：1973年（昭和48年）7月13日
- 延床面積：1270平方メートル
- 閲覧室：784平方メートル

（図書館は4階）

## 開館時間
- 火曜日 - 金曜日：10時 - 19時
- 土曜日、日曜日、国民の祝日と国民の休日：10時 - 17時

## 休館日
- 月曜日
- 第3木曜日
- 年末年始
- 蔵書点検期間

## 所蔵
- 図書：99,903冊（内　成人用　64,198冊、児童用　35,705冊）[1]
- 雑誌：121誌
- 新聞：15紙
- DVD：502本
- CD：1,693枚
- 紙芝居：663組

（2022年3月末現在）

## 貸出
- 1人15冊まで（うち、CD・DVD・カセットは5点まで）15日間[2]

## アクセス
- Osaka Metro長堀鶴見緑地線 蒲生四丁目駅 北西に約500m
- 京阪本線 野江駅 南へ約550m

## 仮移転

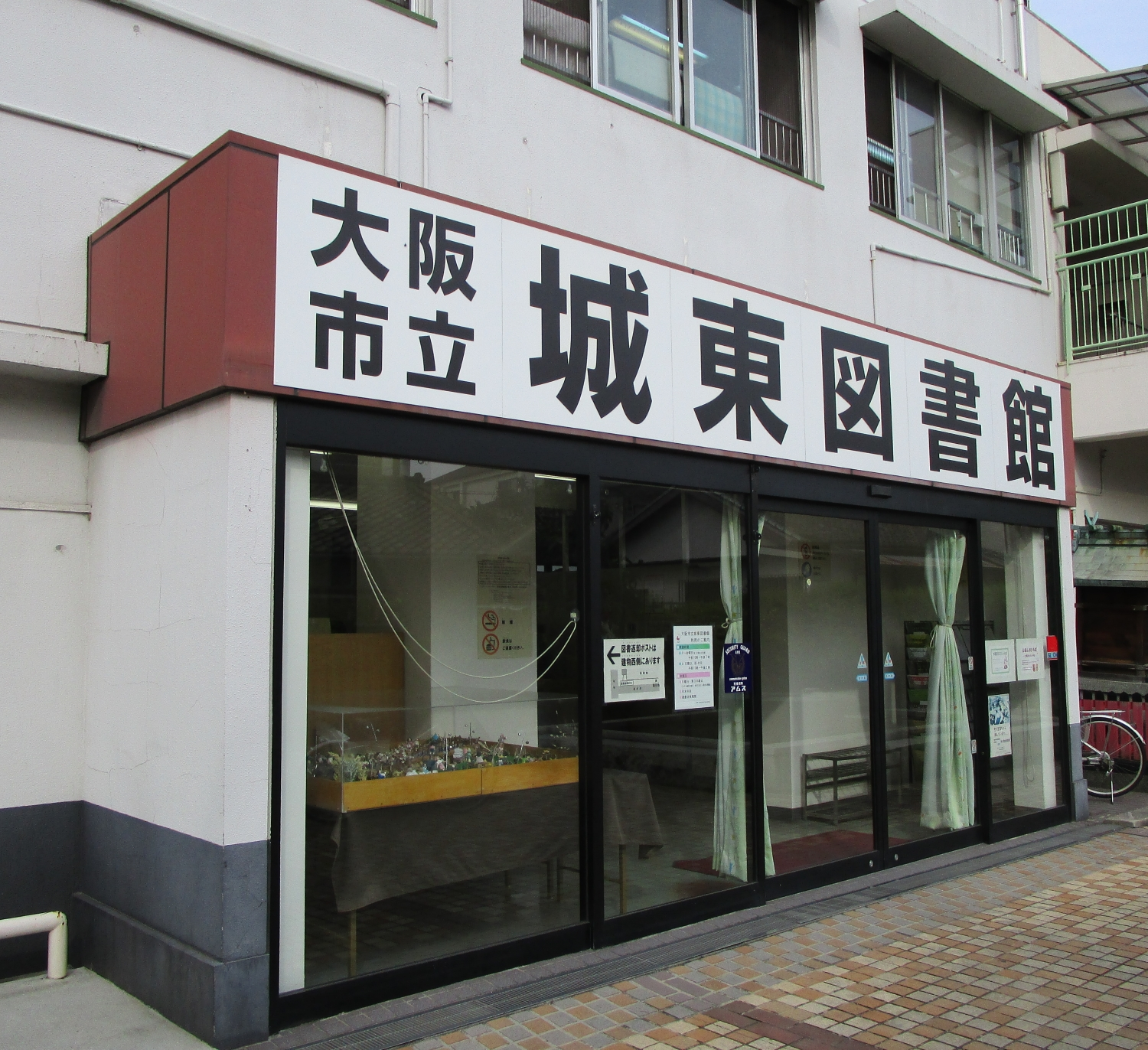
仮移転時の城東図書館

本図書館は建設から40年近くが経ち、閲覧スペースの狭隘化などが課題となっていた。その解消のため、同地で建て替え工事を行い、同じく狭隘化や建物の老朽化などが問題となっていた区役所や老人福祉センターなどを合わせた複合施設を建設することとなり、2013年に本体工事が着手された。当初は2015年7月末日の竣工を目指していたが、土壌汚染対策を理由に2016年1月末日に延期。3月14日にリニューアルオープンした。
建て替え工事中、図書館は2013年2月1日より新喜多東1丁目に仮移転して開館していた。新図書館のオープンに伴い、2016年2月14日に閉館。